# Finale Kupa prvaka 1976.
Finale Kupa prvaka 1976. je bilo 21. po redu finale Kupa prvaka. Igrano je na Hampden Parku u Glasgowu, 12. svibnja 1976. godine. U finalu su igrali njemački Bayern München protiv francuskog AS Saint-Étiennea. Utakmica je završila rezultatom 1:0 za Bayern, kojemu je ovo bilo treće uzastopnoo finale i naslov prvaka Europe.

## Put do finala
Bayern München je do finala pobijedio luksemburški Jeunesse Esch u prvoj rundi (8:1), a švedski Malmö FF u drugoj rundi (2:1). U četfrtfinalu je uvjerljivo (5:1) pobijedio lisabonsku Benficu, dok je u polufinalu Bayern svladao Real Madrid.
Saint-Étienne je natjecanje započeo pobijedivši KB, a zatim i Glasgow Rangers. U četvrtfinalu, Saint-Étienne je pobijedio Dinamo Kijev, a u polufinalu PSV Eindhoven.

## Susret
| 12. svibnja 1976. |     |               |                                                                                |
| Bayern München    | 1:0 | Saint-Étienne | Hampden Park, Glasgow Broj gledatelja: 54.864 Sudac: Károly Palotai (Mađarska) |
| Roth 57'          |     |               | Hampden Park, Glasgow Broj gledatelja: 54.864 Sudac: Károly Palotai (Mađarska) |

| Bayern München | Saint-Étienne |

| BAYERN MÜNCHEN: |    |                          |  |
|                 |    |                          |  |
| GK              | 1  | Sepp Maier               |  |
| DF              | 2  | Johnny Hansen            |  |
| DF              | 3  | Hans-Georg Schwarzenbeck |  |
| DF              | 4  | Franz Beckenbauer        |  |
| DF              | 5  | Udo Horsmann             |  |
| MF              | 6  | Bernd Dürnberger         |  |
| MF              | 7  | Franz Roth               |  |
| MF              | 8  | Jupp Kapellmann          |  |
| FW              | 9  | Karl-Heinz Rummenigge    |  |
| FW              | 10 | Gerd Müller              |  |
| FW              | 11 | Uli Hoeneß               |  |
| Zamjene:        |    |                          |  |
| GK              |    | Hugo Robl                |  |
| Trener:         |    |                          |  |
| Dettmar Cramer  |    |                          |  |

| SAINT-ÉTIENNE: |    |                      |  |     |
|                |    |                      |  |     |
| GK             | 1  | Ivan Ćurković        |  |     |
| DF             | 2  | Pierre Repellini     |  |     |
| DF             | 3  | Oswaldo Piazza       |  |     |
| DF             | 4  | Christian Lopez      |  |     |
| DF             | 5  | Gérard Janvion       |  |     |
| MF             | 6  | Dominique Bathenay   |  |     |
| MF             | 7  | Jacques Santini      |  |     |
| MF             | 8  | Jean-Michel Larqué   |  |     |
| MF             | 9  | Patrick Revelli      |  |     |
| FW             | 10 | Hervé Revelli        |  |     |
| FW             | 11 | Christian Sarramagna |  | 63' |
| Zamjene:       |    |                      |  |     |
| GK             | 13 | Jean Castaneda       |  |     |
| FW             | 12 | Dominique Rocheteau  |  | 63' |
| Trener:        |    |                      |  |     |
| Robert Herbin  |    |                      |  |     |

## Vanjske poveznice
- Sezona 1975.76., UEFA.com
- Rezultati Kupa prvaka, RSSSF.com
- Detalji finala  Arhivirana inačica izvorne stranice od 26. veljače 2009. (Wayback Machine), L'Equipe.fr (fr.)

| Finala Kupa prvaka i UEFA Lige prvaka | Finala Kupa prvaka i UEFA Lige prvaka |
| ------------------------------------- | --- |
|                                       | |
| Kup prvaka                            | 1956. • 1957. • 1958. • 1959. • 1960. • 1961. • 1962. • 1963. • 1964. • 1965. • 1966. • 1967. • 1968. • 1969. • 1970. • 1971. • 1972. • 1973. • 1974. • 1975. • 1976. • 1977. • 1978. • 1979. • 1980. • 1981. • 1982. • 1983. • 1984. • 1985. • 1986. • 1987. • 1988. • 1989. • 1990. • 1991. • 1992. |
|                                       | |
| Liga prvaka                           | 1993. • 1994. • 1995. • 1996. • 1997. • 1998. • 1999. • 2000. • 2001. • 2002. • 2003. • 2004. • 2005. • 2006. • 2007. • 2008. • 2009. • 2010. • 2011. • 2012. • 2013. • 2014. • 2015. • 2016. • 2017. • 2018. • 2019. • 2020. • 2021. • 2022. • 2023. • 2024.                                         |

| Finala Kupa prvaka i UEFA Lige prvaka | Finala Kupa prvaka i UEFA Lige prvaka |
| ------------------------------------- | --- |
|                                       | |
| Kup prvaka                            | 1956. • 1957. • 1958. • 1959. • 1960. • 1961. • 1962. • 1963. • 1964. • 1965. • 1966. • 1967. • 1968. • 1969. • 1970. • 1971. • 1972. • 1973. • 1974. • 1975. • 1976. • 1977. • 1978. • 1979. • 1980. • 1981. • 1982. • 1983. • 1984. • 1985. • 1986. • 1987. • 1988. • 1989. • 1990. • 1991. • 1992. |
|                                       | |
| Liga prvaka                           | 1993. • 1994. • 1995. • 1996. • 1997. • 1998. • 1999. • 2000. • 2001. • 2002. • 2003. • 2004. • 2005. • 2006. • 2007. • 2008. • 2009. • 2010. • 2011. • 2012. • 2013. • 2014. • 2015. • 2016. • 2017. • 2018. • 2019. • 2020. • 2021. • 2022. • 2023. • 2024.                                         |